# Mikavice
Mikavice (cyr. Микавице) – wieś w Bośni i Hercegowinie, w Republice Serbskiej, w gminie Rudo. W 2013 roku liczyła 120 mieszkańców.